# Erik Hoffmann
Erik Hoffmann (Windhoek, 22 augustus 1981) is een Namibisch-Duitse prof-wielrenner. Hij reed in het verleden voor 3C-Gruppe Lamonta en Giant Asia Racing Team.

## Belangrijkste overwinningen
2007
- Namibisch kampioen op de weg, Elite
- 1e etappe Circuito Montañés

2009
- Namibisch kampioen tijdrijden, Elite

- Gemeinsame Normdatei: 1093230916
- Virtual International Authority File: 109145911071227060320
- WorldCat: E39PBJd3HVbmMTDpJxrMmQv8md